# Crainvilliers
Crainvilliers település Franciaországban, Vosges megyében. Lakosainak száma 180 fő (2022. január 1.). Crainvilliers Saulxures-lès-Bulgnéville, Martigny-les-Bains, Saint-Ouen-lès-Parey, Suriauville, La Vacheresse-et-la-Rouillie és Dombrot-le-Sec községekkel határos.

## Népesség
A település népességének változása:
| Lakosok száma | 178  | 172  | 175  | 171  | 171  | 174  | 178  | 178  | 180  |
|               | 2013 | 2015 | 2016 | 2017 | 2018 | 2019 | 2020 | 2021 | 2022 |